# Boris Režak
Boris Režak (né le 6 avril 1976 à Banja Luka) est un musicien et un chanteur bosnien.
Parmi ses spectacles, Boris Režak a donné un concert au Théâtre sur Terazije de Belgrade le 21 décembre 2009.

## Albums
- 2008 : Nakon toliko godina
- 2009 : Korak dalje